# Ueli Kestenholz
Ueli Kestenholz (ur. 10 maja 1975 w Thun) – szwajcarski snowboardzista, brązowy medalista mistrzostw świata.

## Kariera
W Pucharze Świata zadebiutował 14 lutego 1997 roku w Yakebitaiyamie, gdzie zajął 36. miejsce w gigancie. Pierwsze pucharowe punkty wywalczył dzień później w tej samej miejscowości, zajmując dziewiąte miejsce w gigancie. Na podium zawodów pucharowych po raz pierwszy stanął 29 listopada 1997 roku w Sölden, kończąc rywalizację w tej konkurencji na drugiej pozycji. W zawodach tych rozdzielił Austriaka Martina Freinademetza i Iana Price'a z USA. W kolejnych startach jeszcze czterokrotnie stawał na podium jednak nie odniósł żadnego zwycięstwa: 8 grudnia 1997 roku był drugi w gigancie, 17 stycznia 2001 roku w Kronplatz był trzeci w slalomie równoległym (PSL), 2 grudnia 2001 roku w Ischgl zajął drugie miejsce w gigancie równoległym (PGS), a 6 marca 2005 roku w Lake Placid był drugi w snowcrossie. Najlepsze wyniki osiągnął w sezonie 1997/1998, kiedy to zajął 44. miejsce w klasyfikacji generalnej.
Jego największym sukcesem jest brązowy medal w slalomie gigancie wywalczony na igrzyskach olimpijskich w Nagano w 1998 roku. Lepsi okazali się tam jedynie Kanadyjczyk Ross Rebagliati i Włoch Thomas Prugger. Był to jego jedyny medal wywalczony na międzynarodowej imprezie tej rangi. Na rozgrywanych cztery lata później igrzyskach w Salt Lake City nie ukończył rywalizacji w gigancie równoległym. Brał też udział w igrzyskach olimpijskich w Turynie w 2006 roku, gdzie zajął 25. miejsce w snowcrossie. Ponadto w 2005 roku wystąpił na mistrzostwach świata w Whistler, zajmując 24. miejsce w snowcrossie.
W 2006 r. zakończył karierę.

## Osiągnięcia

### Igrzyska olimpijskie
| Miejsce | Dzień     | Rok  | Miejscowość    | Konkurencja       | Zwycięzca       |
| ------- | --------- | ---- | -------------- | ----------------- | --------------- |
| 3.      | 8 lutego  | 1998 | Nagano         | Gigant            | Ross Rebagliati |
| DNF     | 15 lutego | 2002 | Salt Lake City | Gigant równoległy | Philipp Schoch  |
| 25.     | 16 lutego | 2006 | Turyn          | Snowboardcross    | Seth Wescott    |

### Mistrzostwa świata
| Miejsce | Dzień       | Rok  | Miejscowość | Konkurencja    | Zwycięzca    |
| ------- | ----------- | ---- | ----------- | -------------- | ------------ |
| 24.     | 16 stycznia | 2005 | Whistler    | Snowboardcross | Seth Wescott |

### Puchar Świata

#### Miejsca w klasyfikacji generalnej
- sezon 1996/1997: 127.
- sezon 1997/1998: 44.
- sezon 2000/2001: -
- sezon 2001/2002: -
- sezon 2004/2005: -
- sezon 2005/2006: 64.

#### Miejsca na podium
1. Sölden – 29 listopada 1997 (gigant) - 2. miejsce
2. Sestriere – 8 grudnia 1997 (gigant) - 2. miejsce
3. Kronplatz – 17 stycznia 2001 (slalom równoległy) - 3. miejsce
4. Ischgl – 2 grudnia 2001 (gigant równoległy) - 2. miejsce
5. Lake Placid – 6 marca 2005 (snowcross) - 3. miejsce